# Austrarchaea robinsi
Austrarchaea robinsi is een spinnensoort uit de familie Archaeidae. De soort komt voor in West-Australië.